# Arthrocnemum subterminale
Arthrocnemum subterminale är en amarantväxtart som först beskrevs av Samuel Bonsall Parish, och fick sitt nu gällande namn av Paul Carpenter Standley. Arthrocnemum subterminale ingår i släktet Arthrocnemum och familjen amarantväxter. Inga underarter finns listade i Catalogue of Life.